# Kallistos
Kallistos (von altgriechisch κάλλιστος kállistos „schönster, sehr schöner“; lateinisch auch Callistus oder Calixt(us)) ist ein männlicher griechischer Name.

## Namensträger
Als Cognomen (auch lateinisch Callistus) in der Antike:
- Gaius Iulius Callistus, römischer Freigelassener und Prokurator (1. Jahrhundert)
- Kallistos von Side, griechischer Läufer, Olympiasieger im Stadionlauf 109 n. Chr.
- Kallistos oder Kallistion, spätantiker griechischer Dichter (4. Jahrhundert)
- Kallistos (praefectus Augustalis), spätantiker Präfekt († 422)

Im Mittelalter:
- Nikephoros Kallistu Xanthopulos (etwa 1268/1274–nach 1328), griechischer Kirchenhistoriker (als Beiname)
- Kallistos I., Patriarch von Konstantinopel (1350–1353)

In der Moderne:
- Kallistos Ware (1934–2022), auch Timothy Ware, griechisch-orthodoxer Mönch und Bischof des Ökumenischen Patriarchats von Konstantinopel, Professor für orthodoxe Studien an der Universität Oxford

Siehe auch: Kallisto